# Сучитепекес (департамент)
Сучитепе́кес (исп. Suchitepéquez) — один из 22 департаментов республики Гватемала. Его административным центром является город Масатенанго. Департамент расположен на юго-западе страны, граничит на севере с Кесальтенанго, Сололой и Чимальтенанго, на востоке с Эскуинтлой, а на западе с Реталулеу.

## История
2 февраля 1838 года Сучитепекес объединился с Уэуэтенанго, Кетсалтенанго, Киче, Реталулеу, Сан-Маркосом и Тотоникапаном в недолговечное центральноамериканское государство Лос-Альтос. Государство было разрушено в 1840 году генералом Рафаэлем Каррера, ставшим президентом Гватемалы.

## Муниципалитеты
В административном отношении департамент подразделяется на 20 муниципалитетов:
- Чикакао
- Куйотенанго
- Масатенанго
- Патулул
- Пуэбло-Нуэво
- Рио-Браво
- Самайяс
- Сан-Антонио-Сучитепекес
- Сан-Бернардино
- Сан-Франциско-Сапотитлан
- Сан-Габриэль
- Сан-Хосе-Эль-Идоло
- Сан-Хуан-Баутиста
- Сан-Лоренцо
- Сан-Мигель-Панан
- Сан-Пабло-Хокопилас
- Санта-Барбара
- Санто-Доминго-Сучитепекес
- Санто-Томас-Ла-Унион
- Сунилито